# Propilene
Il propilene (AFI: /propiˈlɛne/, nome IUPAC: propene) è un idrocarburo alifatico insaturo di formula CH2=CH-CH3 appartenente alla categoria degli alcheni lineari. A temperatura e pressione ambiente si presenta come un gas incolore, altamente infiammabile e quasi inodore, poco solubile in acqua ma ben miscibile con solventi organici come l'etanolo (1250 mL/100 mL), l'acido acetico (524,5 mL/100 mL) ed il dietiletere. Brucia con fiamma fuligginosa di colore giallo ed è altamente reattivo, tanto da essere largamente utilizzato nell'industria chimica per la sintesi di svariati composti organici, tra cui l'acetone, l'isopropilbenzene, il 2-propanolo, l'ossido di propilene, l'acrilonitrile e gli isopropilalogenuri. Costituisce inoltre il monomero strutturale del polipropilene, che è polimero termoplastico di vastissimo impiego.

## Storia
Il propilene è stato il primo reagente petrolchimico ad essere stato impiegato su scala industriale. Fino al 1920 veniva utilizzato esclusivamente per produrre alcol isopropilico, che era a sua volta utilizzato per produrre acetone. Tale processo era stato messo a punto da Marcellin Berthelot nel 1855.
Nel 1944 H. Hock e S. Lang scoprirono un'altra via per la sintesi indiretta dell'acetone dal propilene, che passava attraverso la formazione del cumene (processo al cumene).

## Struttura
Lo scheletro carbonioso del propilene è costituito da tre atomi di carbonio, uno in stato di ibridazione sp3 e gli altri due, impegnati nella formazione del doppio legame, in stato di ibridazione sp2.
Il legame σ C-C misura 154 pm mentre il doppio legame C=C misura 134,1 pm.

### Orbitale molecolare

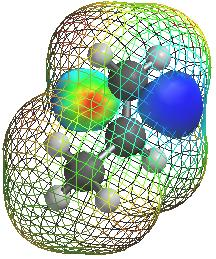
L'immagine mostra la distribuzione teorica della nube elettronica del propilene

La nube elettronica della molecola risulta dislocata prevalentemente sull'atomo di carbonio in posizione 1, dal momento che il gruppo metilico -CH3 in posizione 3 si comporta da elettron-donatore, ovvero esplica le sue proprietà elettrorepellenti "spostando" l'orbitale molecolare verso l'atomo di carbonio più distante. Ciò fa sì che il carbonio in posizione 1 presenti una carica parziale negativa, a fronte della carica parziale positiva che si disloca invece sul carbonio centrale (in posizione 2). L'assetto elettronico così definito può essere reso graficamente nel seguente modo:
CH2δ-=CHδ+CH3
dove con δ- è indicata la carica parziale negativa in corrispondenza dell'atomo di carbonio in posizione 1, mentre con δ+ è indicata la carica parziale positiva in corrispondenza dell'atomo di carbonio in posizione 2. La presenza di tali cariche parziali determina un momento di dipolo della molecola di propilene pari a 0,35 D.
Tale separazione delle cariche concorre in modo significativo alla caratterizzazione della reattività del propilene, in particolare per quanto riguarda il meccanismo di reazione delle addizioni sul doppio legame, che in virtù della polarità di quest'ultimo rispettano la regola di Markovnikov sull'orientamento preferenziale dei gruppi elettrofili (con carica positiva totale o parziale), che nel caso specifico si addizionano al carbonio con carica parziale negativa (in posizione 1).

### Conformazione
Il legame tra l'atomo di carbonio in stato di ibridazione sp3 e l'atomo di carbonio in sp2 è un legame semplice di tipo sigma, ed è quindi in grado di ruotare sul proprio asse. Ciò determina il fatto che tale sostanza si può presentare in diversi isomeri conformazionali, in particolare nei due rotameri eclissato e sfalsato.
Il conformero eclissato (prima figura in alto) ha maggiore stabilità rispetto al conformero sfalsato (seconda figura in alto), proprietà ancora una volta riconducibile all'assetto elettronico dell'orbitale molecolare. Come è noto, sul gruppo del carbonio in posizione 1 si trova dislocata una carica parziale negativa  δ−, mentre sul gruppo del carbonio in posizione 2 una carica parziale positiva  δ+. I tre legami C-H del carbonio in posizione 3, sebbene in misura minore, sono anch'essi polarizzati, per via della differenza di elettronegatività tra il carbonio e l'idrogeno, pari a 0,45 circa, fattore che orienta l'orbitale del legame verso l'atomo di carbonio, dislocando sui tre atomi di idrogeno una debole carica parziale positiva  δ+. Date tali premesse, risulta evidente che la conformazione eclissata risulta più stabile di quella sfalsata, dal momento che la distanza tra i tre H in posizione 3 con carica parziale positiva Hδ+ ed il gruppo C2 con carica parziale positiva è massima (forza repulsiva), mentre la distanza tra Hδ+ in 3 ed il gruppo C1 con carica parziale negativa (tra i quali si instaura quindi una debole attrazione intramolecolare) è minima. Da considerare infine che l'assetto elettronico così caratterizzato fa sì che tutti i legami, fatta eccezione per i due legami σ C-H del carbonio in posizione 3, giacciano sullo stesso piano geometrico.

## Disponibilità in natura
Il propilene è presente in piccole percentuali nell'atmosfera sia in zone metropolitane (2,6-23,3 parti per miliardo) sia in zone rurali (0,007-4,8 parti per miliardo). Ciò è dovuto al fatto che viene prodotto naturalmente dalla vegetazione, come prodotto della combustione di biomassa, dagli scarichi delle automobili e nel fumo di tabacco.
Nel 2007 sono state rilevate tracce di propano nel gas interstellare attraverso un radiotelescopio IRAM installato in Andalusia.
Nel 2013 la sonda Cassini è riuscita a rilevare la presenza del propilene nell'atmosfera di Titano, il più grande dei satelliti che orbitano attorno a Saturno.

## Produzione industriale
Non essendo un componente del gas fossile o del grezzo, ed essendo relativamente raro in natura, per ottenere il propilene è necessario ricorrere a processi di sintesi chimica.
La produzione annuale di propilene a livello mondiale calcolata per il 2012 è di circa 80 milioni di tonnellate.
Il propilene, assieme a molti altri composti a basso peso molecolare, si forma spontaneamente in seguito al cracking di miscele di idrocarburi, con una resa che va dal 3% al 20% a seconda del tipo di miscela, della pressione e della temperatura impiegate nel processo. Il propilene viene poi facilmente purificato sfruttando la sua differente temperatura di ebollizione rispetto agli altri componenti della miscela ottenuta dal cracking.

Schema di processo di un impianto di steam cracking

I metodi di produzione industriale più utilizzati sono:
- steam cracking del propano e del butano;
- steam cracking della nafta;
- cracking catalitico del gasolio e del propano.

Tra questi metodi, lo steam cracking è il più utilizzato (56%), seguito dal cracking catalitico (33%).
In questi processi in realtà il propilene figura come prodotto secondario, per cui il quantitativo di propilene disponibile nel mercato dipende anzitutto dalla richiesta dei prodotti principali (in particolare dalla richiesta di etilene).
La produzione di propilene da cracking del propano avviene attraverso la seguente reazione:
2CH3CH2CH3 → CH3CH=CH2 + CH2=CH2 + CH4 + H2
Esistono inoltre altre reazioni chimiche che danno come prodotto il propilene, generalmente divisibili in eliminazioni ed ossidoriduzioni.

### Eliminazioni
Una reazione di sintesi del propilene per eliminazione è la deidratazione del propanolo o dell'isopropanolo. La reazione prevede il trattamento a caldo dell'alcole, con consecutivo allontanamento di acqua e formazione del doppio legame:
CH3-CH2-CH2-OH → CH2=CH-CH3 + H2O
CH3-CH(OH)-CH3 → CH2=CH-CH3 + H2O

### Ossidoriduzioni
Una reazione di sintesi del propilene per eliminazione è la deidrogenazione catalitica del propano. In presenza di un opportuno catalizzatore metallico, il propano si ossida a propilene, con allontanamento di idrogeno molecolare in forma gassosa:
CH3-CH2-CH3 → CH2=CH-CH3 + H2↑
Tale reazione è endotermica e viene svolta generalmente a pressione atmosferica e a valori di temperatura intorno a 500-700 °C. I catalizzatori utilizzati sono in genere a base di metalli nobili o metalli pesanti, tra cui platino o cromo.

## Reattività
1) Reazione di Simmons-Smith

2) Idrogenazione

3) Idroalogenazione

4) Idroalogenazione in presenza di perossidi

5) Alogenazione

6) Formazione di aloidrine

7) Addizione di acido solforico

8) Ottenimento di alcoli per ossimercurazione

9) Idroborazione

10) Deidrossilazione syn

11) Ottenimento di epossidi

12) Decomposizione ossidativa

13) Polimerizzazione

14) Addizione di diclorocarbene

15) Ozonolisi con decomposizione riduttiva

A causa della presenza di un doppio legame C=C, il propilene presenta una spiccata reattività chimica. La tipologia di reazioni chimiche che vedono protagonista il propilene sono per la maggior parte simili a quelle che possono coinvolgere l'etilene, ma a differenza di quest'ultimo, il propilene può anche dare luogo a reazioni di sostituzione nelle quali a reagire è il gruppo metile (CH3). Inoltre il propilene risulta più stabile rispetto all'etilene in quanto presenta risonanza allilica.
Può dare luogo a reazioni violente in presenza di sostanze con potere ossidante (ad esempio ossigeno), diossido di azoto, tetraossido di diazoto e ossido di diazoto. Inoltre può esplodere se è conservato all'interno di recipienti in vetro sotto pressione o se viene a contatto con acqua a temperature intorno a 42-75 °C.

### Addizioni
La quasi totalità delle reazioni alle quali partecipa il propilene interessa il suo doppio legame, sul quale avvengono in genere addizioni elettrofile, di cui il meccanismo di reazione generale è il seguente:
E rappresenta la specie elettrofila, mentre Nu la specie nucleofila. In un primo momento (stadio "lento"), sotto l'azione di E, il legame π C2δ+C1δ− si spezza, ed il doppietto elettronico che lo costituiva va a formare l'orbitale del nuovo legame C1-E, cosa che prevede la rottura contemporanea del legame E-Nu (se non già avvenuta prima, come nel caso dell'addizione di sostanze acide), dove il doppietto elettronico si va a stabilizzare sull'orbitale ibrido sp3 di Nu, conferendogli carica negativa netta (Nu−). In conseguenza a ciò, su C2 si stabilizza una carica positiva netta, con formazione di un carbocatione stabile. A questo punto l'anione Nu− cede il proprio doppietto elettronico a C2+ (stadio "veloce") ed instaura il legame C2-Nu, concludendo la reazione.
Alogenazione per trattamento con un acido alogenidrico di formula generale HX. Il meccanismo di reazione prevede la dissociazione dell'acido in ioni H+ e ioni X−, rispettivamente la specie elettrofila e la specie nucleofila, che spezzano il legame π ed instaurano i legami semplici C-H e C-X, addizionandosi così alla molecola di propilene con consecutiva formazione dell'alogenoderivato corrispondente. La reazione segue la regola di Markovnikov:
Idratazione in ambiente acquoso. Una molecola di acqua spezza il legame π addizionandosi al propilene con formazione di isopropanolo. La reazione è catalizzata da un pH acido e segue la regola di Markovnikov:
Solfatazione per trattamento con acido solforico. La meccanica di reazione è analoga a quella dell'addizione di acidi alogenidrici: l'acido si dissocia in ioni H+ e ioni SO2−4 che vanno a spezzare il legame π per formare i legami σ C-H e C-OSO3H, con conseguente formazione dell'idrogenosolfato di isopropile. Per avere una buona resa, la reazione dovrebbe avvenire in ambiente anidro, o comunque a basso contenuto di H2O, in presenza della quale l'idrogenosolfato di isopropile reagirebbe dando la formazione di isopropanolo, che presenta maggiore stabilità. Anche in questo caso la reazione è secondo Marcovnikov.

### Ossidoriduzioni
Bromurazione per trattamento con bromo molecolare. La reazione è un'ossidoriduzione in cui il bromo agisce da ossidante, accettando elettroni dal propilene e passando dallo stato di ossidazione 0 a −1, con rottura del legame π costituente il doppio legame C=C e stabilizzazione di due legami semplici C-Br. Si ottiene così il bromoderivato 1,2-dribromopropano:
Idrogenazione del doppio legame per trattamento con idrogeno molecolare con formazione di propano. In questo caso il propilene è la specie ossidante, mentre l'idrogeno agisce da riducente, cedendo elettroni al propilene e passando dallo stato di ossidazione 0 a +1, con rottura del legame π e formazione di due legami C-H. La reazione avviene in presenza di un opportuno catalizzatore, come ad esempio il platino metallico:
Ossidazione con permanganato. La specie ossidante è costituita dallo ione permanganato, in genere utilizzato nella forma di sale di potassio (KMnO4), che sottrae elettroni al doppio legame passando dallo stato di ossidazione +7 agli stati +5 e +4, rispettivamente sotto forma di ione manganato (MnO2−4) e diossido di manganese (MnO2). Il prodotto dell'ossidazione del propilene è il glicole propilenico.

## Identificazione
Il propilene può essere rilevato attraverso tecniche di spettrofotometria infrarossa, gascromatografia-spettrometria di massa e da misurazioni della chemiluminescenza con ozono o azoto.
Inoltre, essendo un alchene, risulta positivo al saggio di Baeyer ed al saggio con acqua di bromo. Se trattato con H2O dà come prodotto l'isopropanolo, che può essere riconosciuto come alcol secondario dal saggio di Lucas.

## Utilizzo
Gli utilizzi del propilene variano a seconda del suo grado di purezza. Tra le impurezze presenti compaiono spesso propano, etano e anidride carbonica.
Il propilene prodotto in raffineria consiste in una miscela con un tenore di propilene intorno al 50-70% e viene utilizzato principalmente come additivo per la benzina (per migliorarne il numero di ottano) e come reagente nella sintesi di cumene e alcol isopropilico.
Propilene più puro viene invece utilizzato per la produzione di polipropilene, ossido di propilene e acrilonitrile. In particolare per la produzione di polipropilene e ossido di propilene sono richiesti livelli minimi di impurezze, soprattutto solfuro di carbonile che costituisce un veleno per i catalizzatori.
Tra queste sostanze, la produzione di polipropilene assorbe il maggior quantitativo di propilene. In particolare il 65% della produzione mondiale di propilene è destinato alla produzione di polipropilene, seguito da acroleina (7%), cumene (7%) e ossido di propilene (7%).
Il propilene viene utilizzato inoltre come reagente per la produzione di altre sostanze chimiche, tra cui: acido acrilico, cloruro di allile, butanale, nonene, dodecene, eptene e gomme EPDM.
Trova inoltre applicazione come refrigerante. Nel suo impiego come refrigerante è indicato come R-1270 secondo il sistema di nomenclatura ASHRAE dei refrigeranti.
In passato veniva utilizzato come anestetico ad effetto temporaneo nell'ambito dell'odontoiatria.

## Stoccaggio e trasporto

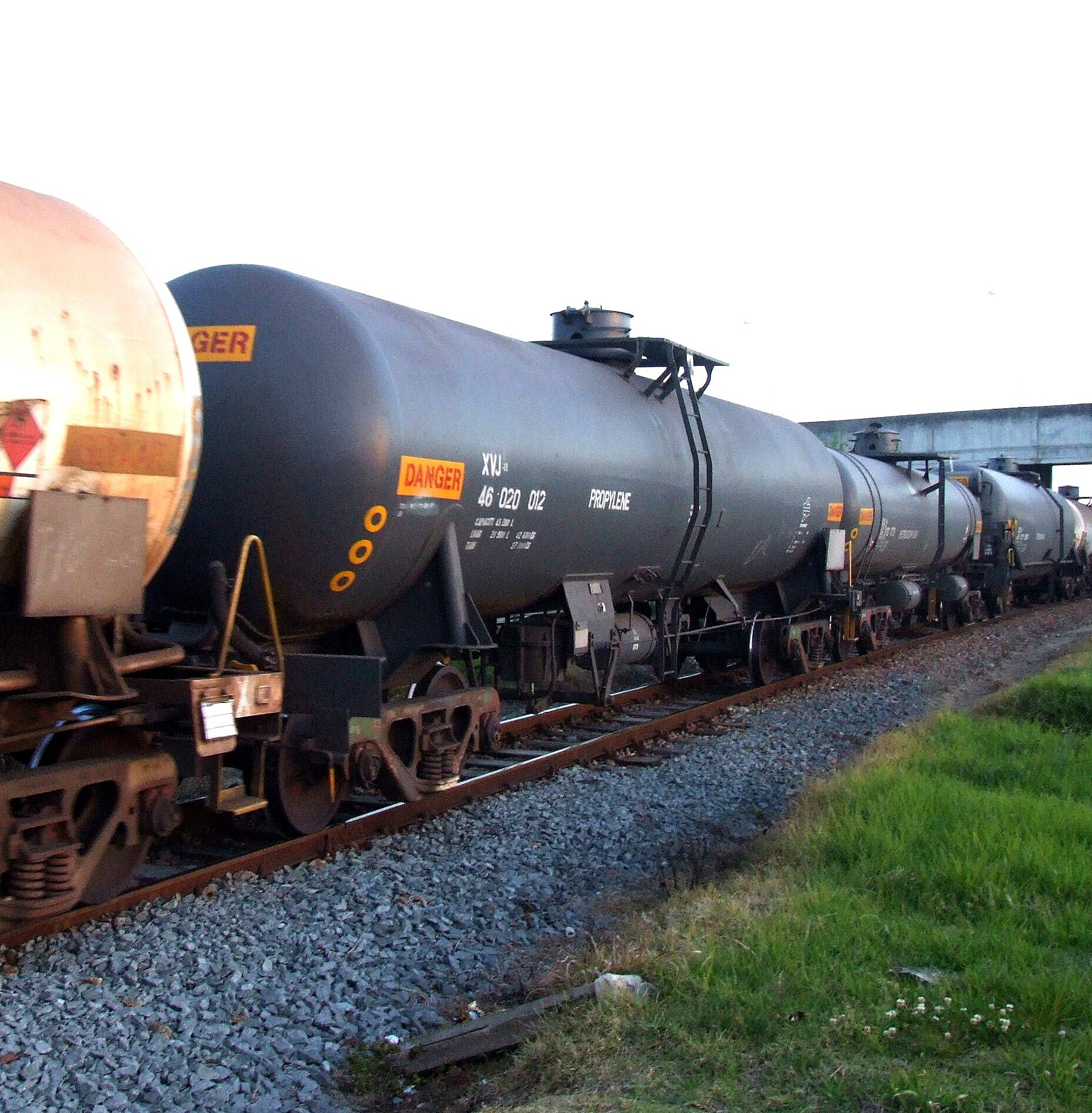
Trasporto di propilene per mezzo ferroviario.

Il propilene viene in genere conservato in forma liquida all'interno di serbatoi raffreddati o come gas ad alta pressione all'interno di serbatoi sferici.
Al fine di evitare incendi ed esplosioni, il propilene deve essere stoccato a bassa temperatura (minore di 52 °C), in serbatoi resistenti al fuoco e lontano da fonti di innesco (quali ad esempio scintille, fiamme e sorgenti di calore).
Oltre all'immagazzinamento nei serbatoio, una pratica molto comune è quella di accumulare il propilene nel sottosuolo all'interno di diapiri salini.

## Rischi per la salute
Il propilene viene assorbito molto lentamente dall'organismo, per cui la maggior parte del propilene eventualmente inalato viene immediatamente rilasciato attraverso la respirazione. Ad elevate concentrazioni, il propilene viene assorbito dall'organismo e una parte di questo viene metabolizzato con produzione di ossido di propilene.
In alcuni studi su ratti esposti ad inalazione di propilene per periodi prolungati sono stati osservati degli effetti sull'apparato respiratorio, in particolare metaplasia squamosa (in entrambi i sessi), iperplasia epiteliale (nelle femmine) e infiammazione della cavità nasale (nei maschi).
Tra gli effetti del propilene in caso di inalazione si possono riscontrare effetti sul sistema nervoso centrale (quali: vertigini, sonnolenza e perdita di coscienza) e soffocamento (a causa della diminuzione di ossigeno nell'ambiente).
Il contatto con propilene liquefatto provoca invece congelamento e ustioni a causa della bassissima temperatura di tale liquido.
Il propilene agisce come depressivo del sistema nervoso centrale attraverso agonismo allosterico con il recettore GABA A. Un'esposizione prolungata può portare a sedazione e amnesia, che possono evolvere fino al coma e alla morte in un meccanismo simile all'overdose da benzodiazepina. L'inalazione può portare inoltre alla morte per asfissia.

### Annotazioni
1. ↑  La differenza di energia tra i due rotameri è di circa 2 Kcal/mol
2. ↑  Nell'esempio, bromurazione del propilene ad opera dell'acido bromidrico con formazione del bromoderivato 2-bromopropano
3. ↑  In genere si acidifica con acido solforico[12], con formazione collaterale di una piccola quantità di idrogenosolfato di isopropile in caso di eccesso di acido - difetto di acqua[28]
4. ↑  Reazione che determina la positività al saggio con acqua di bromo
5. ↑  Reazione che determina la positività al saggio di Baeyer

### Fonti
1. 1 2  (EN)  Istituto Internazionale della Refrigerazione (IIR) - Hydrocarbon refrigerants
2. 1 2  (EN)  ASHRAE - ASHRAE Refrigerant Designations
3. 1 2 3  Kirk-Othmer, p. 123.
4. 1 2 3  Eisele, cap. 2.
5. 1 2 3 4 5 6  (EN)  National Institute of Standards and Technology (NIST) - Propene
6. 1 2 3 4  Speight, pp. 2.431-2.432.
7. 1 2 3 4 5 6 7 8   Etilene e propilene (PDF), su Treccani.it, Istituto dell'Enciclopedia Italiana. URL consultato il 29 dicembre 2015.
8. ↑   Propilene - scheda di dati di sicurezza (PDF), su sigma-aldrich.com, Sigma-Aldrich. URL consultato il 15 novembre 2015.
9. ↑   Luciano Canepari, Propilene, in Il DiPI: dizionario di pronuncia italiana, Bologna, Zanichelli, 1999, ISBN 88-08-09344-1.
10. ↑  
 Bruno Migliorini et al., Scheda sul lemma "Propilene", in Dizionario d'ortografia e di pronunzia, Rai Eri, 2010, ISBN 978-88-397-1478-7.
11. 1 2 3  (EN) Propylene, su Hazardous Substances Data Bank, National Institutes of Health. URL consultato il 15 novembre 2015.
12. 1 2 3 4 5   Propilene, in Treccani.it – Enciclopedie on line, Roma, Istituto dell'Enciclopedia Italiana. URL consultato il 15 novembre 2015.
13. ↑  Eisele, cap. 1.
14. 1 2  Aftalion, p. 220.
15. ↑  Aftalion, p. 129.
16. 1 2 3 4 5  Kirk-Othmer, p. 124.
17. ↑  Treccani, p. 577.
18. 1 2   Giovanni Schippa, Propilene, in Enciclopedia Italiana, III Appendice, Roma, Istituto dell'Enciclopedia Italiana, 1961. URL consultato il 15 novembre 2015.
19. ↑   L. Palmisano e G. Marcì, Tavola periodica e alcune proprietà degli elementi - Secondo la International Union of Pure and Applied Chemistry (IUPAC), a cura di M. Schiavello, Napoli, EdiSES.
20. ↑  (EN) Henry Rzepa - Dipartimento di chimica dell'Imperial College London, Conformational analysis - Acyclic systems with unsaturated substituents: σ-π Conjugation, su ch.ic.ac.uk. URL consultato il 18 novembre 2015.
21. 1 2 3 4 5 6  (EN)  Chronic Toxicity Summary - Propylene Archiviato il 22 settembre 2015 in Internet Archive.
22. ↑  (EN)  Discovery of Interstellar Propylene (CH_2CHCH_3): Missing Links in Interstellar Gas-Phase Chemistry
23. ↑   Plastica su Titano, luna di Saturno, su Ansa.it, ANSA. URL consultato il 2 ottobre 2013.
24. 1 2 3 4 5 6 7  (EN) Propene (Propylene), su The Essential Chemical Industry - online, CIEC Promoting Science, University of York. URL consultato il 24 dicembre 2015.
25. 1 2 3 4 5  Eisele, cap. 4.
26. 1 2 3 4 5 6 7 8 9 10 11 12 13  (EN)  PubChem - Propene
27. 1 2  Post Baracchi-Tagliabue, p. 541.
28. 1 2 3 4 5  (EN) Propene, su NIST Chemistry WebBook, National Institute of Standards and Technology. URL consultato il 15 novembre 2015.
29. ↑  Post Baracchi-Tagliabue, p. 540.
30. ↑   Solfatazione, in Treccani.it – Enciclopedie on line, Roma, Istituto dell'Enciclopedia Italiana. URL consultato il 21 novembre 2015.
31. 1 2 3 4 5 6  Eisele, cap. 6.
32. ↑   The reaction network in propane oxidation over phase-pure MoVTeNb M1 oxide catalysts (PDF), in Journal of Catalysis, vol. 311, n. 369-385, 2014. URL consultato il 28 dicembre 2017 (archiviato dall'url originale il 15 febbraio 2016).
33. ↑   Surface chemistry of phase-pure M1 MoVTeNb oxide during operation in selective oxidation of propane to acrylic acid (PDF), in Journal of Catalysis, vol. 285, 2012,  pp. 48-60. URL consultato il 28 dicembre 2017 (archiviato dall'url originale il 30 ottobre 2016).
34. ↑   Kinetic studies of propane oxidation on Mo and V based mixed oxide catalysts (2011) (PDF).
35. ↑  (EN) Ethylene-Propylene Rubbers & Elastomers (PDF), su iisrp.com, International Institute of Synthetic Rubber Producers, Inc. URL consultato il 24 dicembre 2015 (archiviato dall'url originale il 1º novembre 2013).
36. ↑  (EN)  Chemical Entities of Biological Interest (ChEBI) - Propene